# 高芙蓉

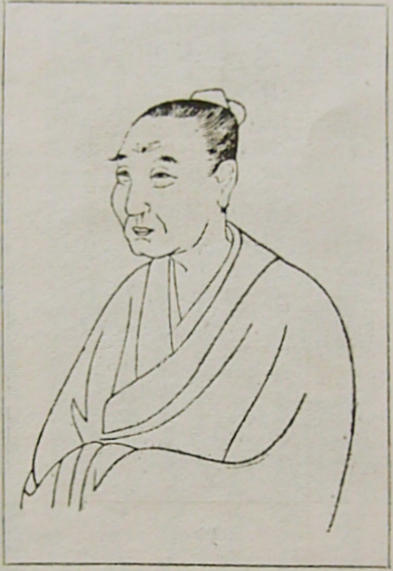
高芙蓉像　応挙筆

高 芙蓉（こう ふよう、享保7年3月15日（1722年4月30日） - 天明4年4月26日（1784年6月13日））は、江戸時代中期の儒学者、篆刻家、画家である。日本における印章制度を確立して印聖と讚えられる。
苗字の高は出身地の甲斐国「高梨郡」（後述）に因んで自ら名乗ったもので、本来は大嶋である。名は孟彪（もうひゅう）、字を孺皮（じゅひ）、号は芙蓉、その他に三嶽道者、中嶽画史、氷壑山人、富岻山房など。室名は菡萏居（かんたんきょ）。本姓が源であることから、源孟彪と称することもあった。通称を大嶋逸記（いつき）、近藤斎宮（いつき）と称した。

## 生涯
祖父庄左衛門義之は徳川光圀に土蔵番として仕えたが、勤務中に盗難事件に巻き込まれ職を免ぜられてしまい、甲斐国高梨郡に移った。父の尤軒は長田徳本流の医師であった。芙蓉も一旦は医業の道に進み、二十歳の頃幕医武田長春院の塾に通うが、結局は医業よりも文雅の道を志して京都に遊歴した。
京都では坊城菅公に従い有職故実を習らい、この方面に詳しい藤貞幹や伊勢の中川経雅らと親しく交際した。書を愛し、真蹟、法帖、碑帖などを蒐集し、先人の書について研鑽を積んだ。趙孟頫や文徴明の法帖を模刻している。一方で学問にも励み、独学で中国古典を読破。経学・漢学など幅広く吸収した。この頃、近藤齋宮と称しており衣棚下立売や丸太町油小路に住み、売講や個人教授などをして生計を立てていたらしい。
芙蓉は柳沢淇園や木村蒹葭堂、売茶翁、大典顕常、永田観鵞など多くの文人墨客と交流した。80歳の売茶翁に印三顆を贈っている。池大雅、韓天寿とは終生の友であり、三人は連れ立って白山・立山を経て富士山を巡る旅をしている。この旅を記念して三人それぞれが「三岳道者」を号したという。
書画を能くし、特に富士山を筆写した「百芙蓉図」は有名である。煎茶道にも造詣が深く、「キビシヤウ」（急焼）を案出したとされる。銅器や玉材、銭貨といった器物の鑑賞家でもあった。
このように多芸博学にして風雅を好んだが、特に篆刻にその才能が開花した。当時、篆刻といえば江戸において榊原篁洲、池永道雲、細井広沢らが名を成していたが、いずれも帰化僧の心越の流れを汲んでいた。この流派は明末清初に中国で隆盛した「飛鴻堂」一派に近く「今体派」と呼ばれる。しかし芙蓉はこの一派に飽き足らず、その頃舶載されて辛うじて見られるようになった古銅印の印影に魅せられる。木村蒹葭堂が入手した明代の篆刻家蘇宣の『蘇氏印略』4巻を範として模刻したり、同じく明の甘暘の『印正』に注解して刊行した。こうして中国歴代の印譜や文献を渉猟して秦・漢にまで遡り淵源を窮め、諸流派を探求しついに日本における印章制度を確立した。知友の皆川淇園や柴野栗山らは芙蓉を印章学の大成者と見做して「印聖」と讚えている。なお漢詩で有名な葛子琴は芙蓉の高弟としても知られ「印賢」と評されている。また愛弟子の曽谷学川（曽之唯）は師の作風とそっくりだったと伝えられる。その他、浜村蔵六・前川虚舟・余延年・藪星池・杜俊民・稲毛屋山・二村楳山・源惟良などの門弟がおり、この一派は「古体派」と呼ばれ、明治初期まで全国に広く波及した。
芙蓉は青木木米の師としても知られる。祇園の芙蓉宅付近に住んでいた木米は芙蓉の居宅に遊ぶうちに、書画や篆刻などを学んだようである。この関係は木米の少年期から18歳になるまで続いた。また山本緑陰にも薫陶を授けている。
天明4年、常陸宍戸藩の松平頼救の招聘に応じて、妻子を連れ立って江戸に赴く。常陸宍戸藩はかつて祖父が仕えた水戸藩の分封であり、芙蓉はこれに縁を感じたためであったとされる。しかし、江戸目白台の藩邸に到着するとすぐに病（傷寒）を得て、数日後に歿した。享年63。小石川無量院に葬られる。後に芝天徳寺に移葬される。また、京都の一心院にも墓碑が存在する。一心院の寿蔵は中井敬所が明治25年に発見し、修復したものである。同院では大正3年に130年祭が行なわれている。

## 出生地について
出身地は甲斐「高梨郡」とされるが甲斐四郡（巨摩・山梨・八代・都留）のうちに「高梨郡」は存在せず、近世期の郡名においても見られない。信濃国上高井郡日野村（現・長野県須坂市）との説もあるが、甲府市域の高成か高町とする説、あるいは甲斐市（旧中巨摩郡竜王町）域の名取が有力。

## 著述
- 『篆原』一巻
- 『漢篆千字文』四巻
- 『古今公私印記』一巻
- 『采眞印譜』二巻
- 『古今印選』三巻
- 『印章例考』六巻
- 『捃印叢』三巻
- 『游襄日記』六巻
- 『芙蓉編』三巻
- 『中嶽稿』四巻

以下は門弟の編集による出版物
- 『芙蓉軒私印譜』
- 『菡萏居印譜』
- 『芙蓉山房私印譜』
- 『芙蓉先生遺篆』